# 国道39号線 (韓国)

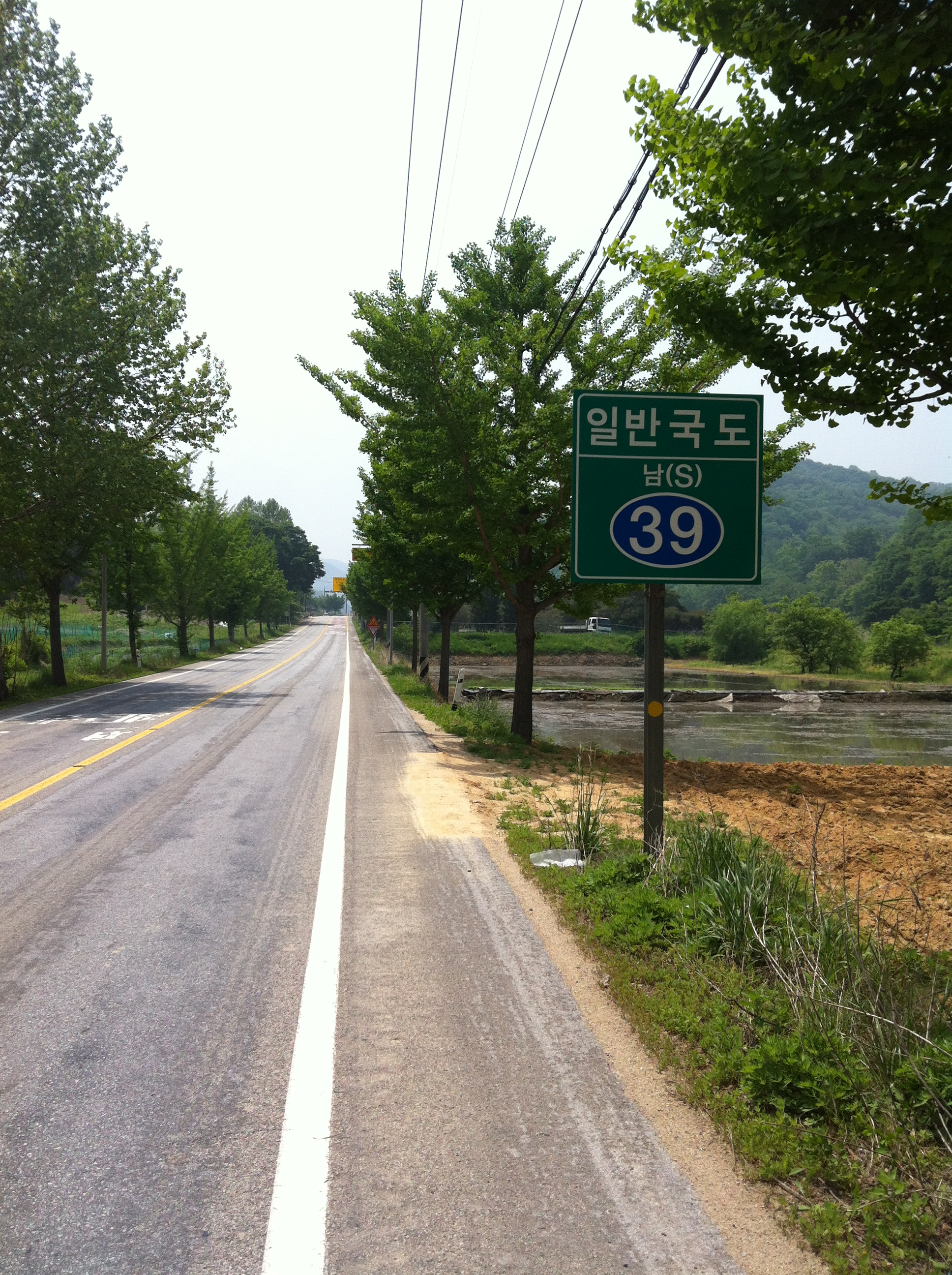
忠清南道公州市付近を通る国道39号線

国道39号線(國道第三十九號 扶餘議政府線、ハングル: 국도 제39호선)は忠清南道扶餘郡扶餘邑から京畿道議政府市佳陵洞へ至る大韓民国の一般国道である。

## 歴史
- 1981年3月14日 : 国道第39号線扶餘~議政府線を新設

## 通過する自治体
- 忠清南道
  - 扶餘郡 - 青陽郡 - 公州市 - 牙山市 - 牙山防潮堤
- 京畿道 (南部)
  - 牙山防潮堤 - 平沢市 - 華城市 - 安山市 (常緑区 - 檀園区) - 始興市 - 富川市
- ソウル特別市
  - 江西区 五谷洞
- 仁川広域市
  - 桂陽区 下野洞
- 京畿道 (仁川 - ソウル間の中間部分)
  - 金浦市 高村邑（朝鮮語版）
- ソウル特別市
  - 江西区 開花洞（朝鮮語版） - 幸州大橋
- 京畿道 (北部)
  - 幸州大橋 - 高陽市 - 楊州市 - 議政府市

## 交差する道路
高速道路
- 西海岸高速道路
- 唐津-盈徳高速道路
- 牙山-清州高速道路（朝鮮語版）
- 平沢-堤川高速道路
- 嶺東高速道路
- ソウル外郭循環高速道路
- 京仁高速道路
- 舒川-公州高速道路
- 平沢-始興高速道路

国道
- 国道1号線 ()
- 国道3号線
- 国道4号線
- 国道6号線
- 国道21号線 (韓国)
- 国道29号線 (韓国)
- 国道32号線 (韓国)（朝鮮語版）
- 国道34号線 (韓国)（朝鮮語版）
- 国道36号線 (韓国)（朝鮮語版）
- 国道38号線 (韓国)（朝鮮語版）
- 国道40号線 (韓国)
- 国道42号線 (韓国)（朝鮮語版）
- 国道43号線 (韓国)（朝鮮語版）
- 国道45号線 (韓国)（朝鮮語版）
- 国道46号線
- 国道47号線 (韓国)（朝鮮語版）
- 国道48号線
- 国道77号線
- 国道82号線